# Ted Taylor (nhà vật lý)
Theodore Brewster "Ted" Taylor (1925 – 2004) la nha vật lý lý thuyết người Mỹ, ông la người đặc biệt quan tâm đến lĩnh vực năng lượng hạt nhân. Ông có trình độ học vấn cao, bao gồm bằng tiến sĩ vật lý lý thuyết cua trường Cornell University. Thành tựu nổi bật nhất của ông trong lĩnh vực thiết kế vũ khí hạt nhân là những phát triển bom hạt nhân cỡ nhỏ tại Phòng thi nghiệm Los Alamos, New Mexico. Mặc dù Taylor không được biết đến nhiều trong đại chúng, nhưng ông đã thực hiện nhiều cột môc trong phát triển vũ khí nhiệt hạch, gồm có cả việc thiết kế vũ khí nhiệt hạch cỡ nhỏ nhất, mạnh nhất, và hiệu quả nhất từng được Hoa Kỳ thử nghiệm. Về sau này, sự nghiệp của ông tập trung vào năng lượng nguyên tử thay vì phát triển vũ khí nguyên tử, trong đó có những đóng góp của ông cho việc phát triển lò phản ứng hạt nhân trong Project Orion, và quan điểm chống sử dụng vũ khí hạt nhân.